# Barbate
Barbate és un municipi de la província de Cadis, localitzat a la desembocadura del riu Barbate. L'any 2005 tenia 22.496 habitants. La seva extensió és de 142 km² i té una densitat de 158,4 hab/km². Està situada a una altitud de 14 metres i a 64 quilòmetres de la capital de província, Cadis.

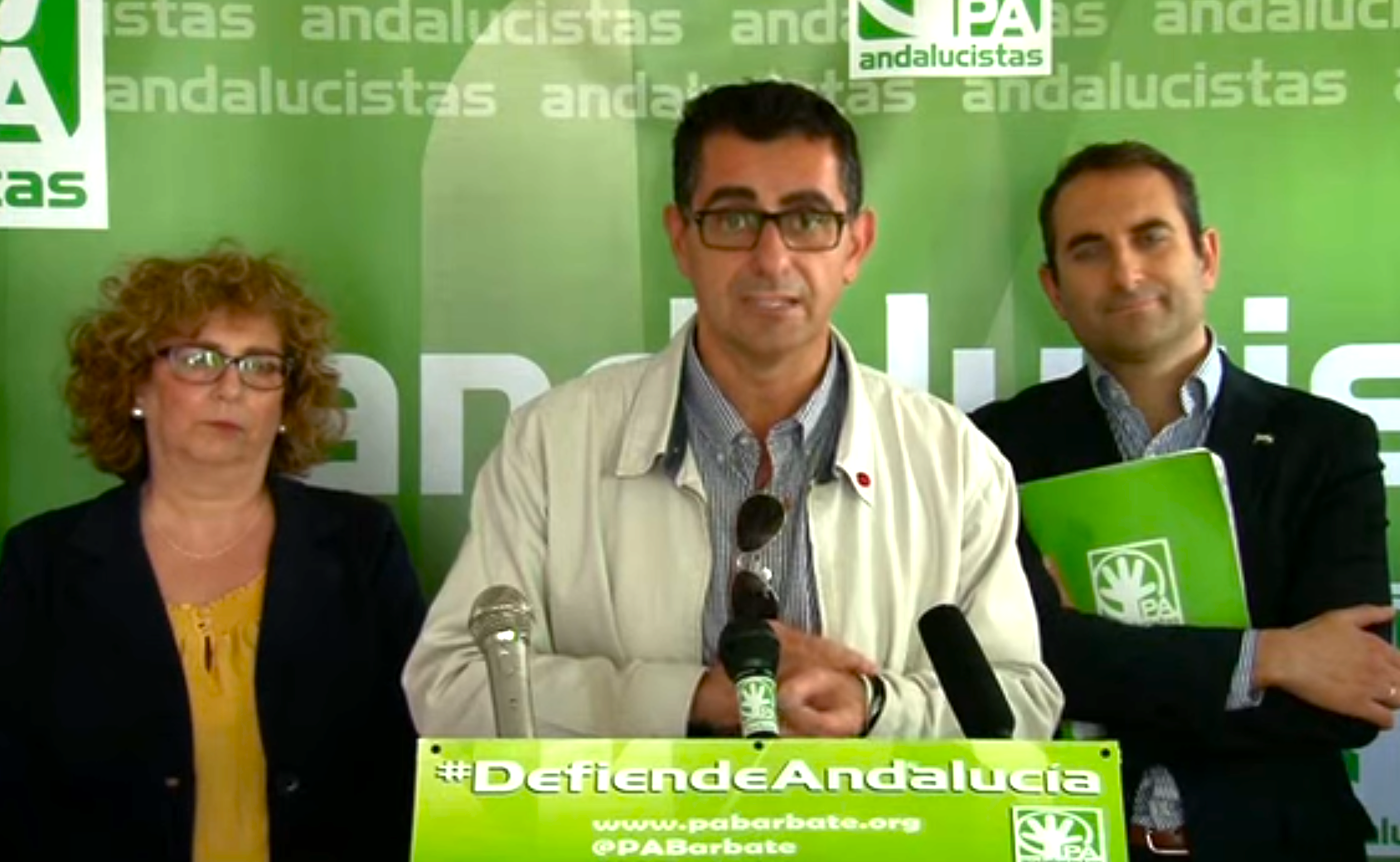
Miguel Molina Chamorro, actual alcalde de Barbate

Algunes de les activitats que s'hi desenvolupen son l'agricultura, el salaó del peix, i la construcció de vaixells (de pesca) a les drassanes, i especialment i tradicionalment, la pesca de tonyina vermella amb la tècnica de l'almadrava, però també la pesca de la sardina (de capa caiguda) i el turisme.

## Monuments
El Barbate que es coneix avui dia és de recent fundació, per la qual cosa el seu nucli urbà no posseeix vestigis arquitectònics molt antics, no sent així a la resta del terme municipal, on podem trobar algunes construccions singulars.
Dins de l'arquitectura civil, als voltants del Parc Natural de La Breña y Marismas del Barbate es troben les torres vigia del Tajo i de Meca, la primera construïda al segle xvi i la segona en el XIX. Proper al parc natural es localitza el cap Trafalgar, sobre el qual s'assenten el far del mateix nom i la Torre de Trafalgar, de la mateixa data que la Torre del Tajo i que complia les mateixes funcions defensives. Aliè al fet arquitectònic, el cap Trafalgar està protegit amb la fórmula de monument natural sota el nom de Tómbolo de Trafalgar.
Pel que fa a l'arquitectura religiosa, a l'entitat singular de població de San Ambrosio se situa l'ermita del mateix nom, d'origen visigòtic i paleocristià, declarada Bé d'Interès Cultural. Tornant a l'arquitectura civil, a Sant Ambrosio es localitza també una singular hisenda del segle xviii, coneguda popularment com "El Palomar de la Breña". Actualment inactiu i convertit en hotel rural, és el colomar més gran del món, inscrit en el Llibre Guinness dels Rècords.
A l'entitat local autònoma de Zahara destaca un exemple d'arquitectura civil, el Castell de Zahara de los Atunes, que data del segle xv i estava dedicat a articular i completar el processament de la tonyina. Finalment, com a vestigis arqueològics importants, a la serra del Retín es localitzen nombrosos abrics amb pintures rupestres, entre els quals destaquen el de la Font Santa i el de Morjana.